# Sonapur
Sonapur (alternativt Sonepur eller Subarnapur, oriya: େସାନ ପୁର) är en stad i den indiska delstaten Odisha, och är huvudort för ett distrikt med samma namn. Folkmängden uppgick till 20 770 invånare vid folkräkningen 2011.